# Джонсон, Киан
Киан Джонсон (англ. Keean Johnson; род. 25 октября 1996, Боулдер, Колорадо, США) — американский актёр.

## Карьера
С 2013 по 2014 снимался в главной роли в сериале «Spooksville», который был закрыт после показа первого сезона. В 2016 году стало известно, что молодой актёр сыграет одну из центральных ролей в фильме Роберта Родригеса «Алита: Боевой ангел», вышедшем в 2019. В том же году он снялся в фильме ужасов «Мы призываем тьму».

## Фильмография
| Год       |   | Русское название        | Оригинальное название  | Роль                            |
| --------- | - | ----------------------- | ---------------------- | ------------------------------- |
| 2013—2014 | с |                         | Spooksville            | Адам Фриман                     |
| 2014      | с | Их перепутали в роддоме | Switched at Birth      | Анджело «Эй-Джей» Сорренто, мл. |
| 2014—2016 | с | Нэшвилл                 | Nashville              | Кольт Уилер                     |
| 2015      | с | Фостеры                 | The Fosters            | Дэниел                          |
| 2016      | ф | Водопад памяти          | Heritage Falls         | Марки Фицпатрик                 |
| 2019      | ф | Алита: Боевой ангел     | Alita: Battle Angel    | Хьюго                           |
| 2019      | ф | Мы призываем тьму       | We Summon the Darkness | Марк                            |
| 2019      | ф | Мидуэй                  | Midway                 | Джеймс Мюррей                   |
| 2019      | с | Эйфория                 | Euphoria               | Дэниел                          |
| 2020      | ф | Город головорезов       | Cut Throat City        | Джуниор                         |